# Georgiska namn
Georgiska namn är uppbyggda enligt principen förnamn - efternamn. Exempelvis Giorgi Maisuradze.
Georgiska efternamn härstammar ofta från familjenamn, eller mindre ofta från toponymer, med tillägg av olika ändelser. De georgiska efternamnen är ofta specifika för en viss provins. I västra Georgien slutar många efternamn med ändelsen -dze (georgiska: ძე), som ordagrant betyder en son. Efternamn i östra Georgien slutar däremot ofta på -sjvili (შვილი), som ordagrant betyder ett barn. Efternamn från de östliga bergsprovinserna slutar ofta på -uri (ური), eller -uli (ული).

## Förnamn
De georgiska förnamnen används vanligen som kvinnliga eller manliga.

### Kvinnonamn

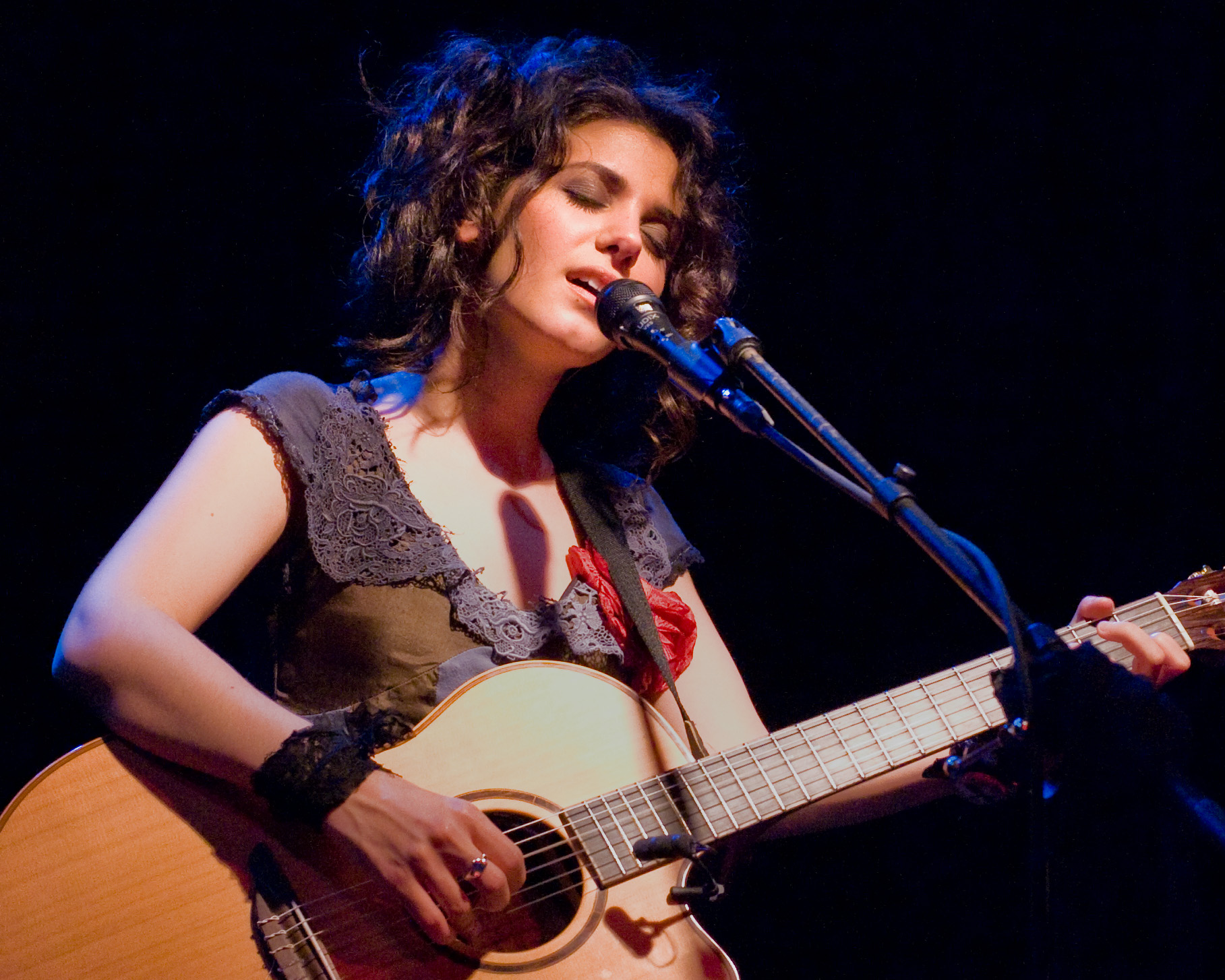
Katie Melua, bärare av Georgiens sjätte vanligaste kvinnonamn Ketevani

Nedan följer de tio vanligaste georgiska kvinnonamnen (2010).
| Nr | Georgiskt namn | Transkriberat namn | Antal bärare |
| -- | -------------- | ------------------ | ------------ |
| 1  | ნინო           | Nino               | 95 102       |
| 2  | თამარი         | Tamari (Tamar)     | 74 464       |
| 3  | მარიამი        | Mariami (Mariam)   | 57 893       |
| 4  | მაია           | Maia               | 46 103       |
| 5  | ნანა           | Nana               | 40 244       |
| 6  | ქეთევანი       | Ketevani (Ketevan) | 38 631       |
| 7  | ნათელა         | Natela             | 34 909       |
| 8  | მანანა         | Manana             | 34 494       |
| 9  | ნათია          | Natia              | 33 626       |
| 10 | ანა            | Ana                | 32 682       |

### Mansnamn

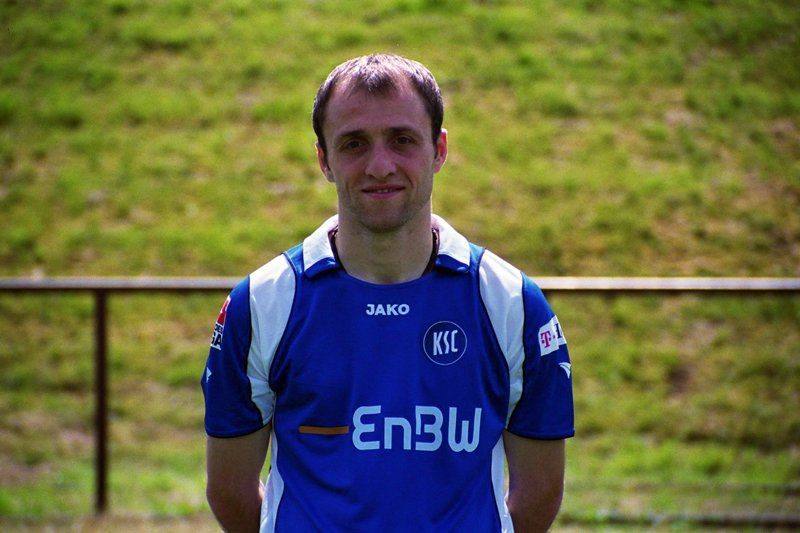
Aleksandre Iasjvili, bär Georgiens femte vanligaste mansnamn

Nedan följer de 10 vanligaste mansnamnen i Georgien (2010).
| Nr | Georgiskt namn | Transkriberat namn   | Antal bärare |
| -- | -------------- | -------------------- | ------------ |
| 1  | გიორგი         | Giorgi (Giorgi)      | 151 158      |
| 2  | დავითი         | Daviti (Davit)       | 77 636       |
| 3  | ზურაბი         | Zurabi (Zurab)       | 46 784       |
| 4  | ლევანი         | Levani (Levan)       | 39 391       |
| 5  | ალექსანდრე     | Aleksandre           | 33 374       |
| 6  | ირაკლი         | Irakli               | 30 709       |
| 7  | მიხეილი        | Micheili (Micheil)   | 28 151       |
| 8  | თამაზი         | Tamazi (Tamaz)       | 27 877       |
| 9  | ნიკოლოზი       | Nikolozi (Nikoloz)   | 25 915       |
| 10 | ავთანდილი      | Avtandili (Avtandil) | 24 846       |

## Efternamn
Nedan följer de 10 vanligaste efternamnen bland både män och kvinnor i Georgien (2010).
| Nr | Georgiskt namn | Transkriberat namn | Antal bärare |
| -- | -------------- | ------------------ | ------------ |
| 1  | ბერიძე         | Beridze            | 24 962       |
| 2  | კაპანაძე       | Kapanadze          | 17 202       |
| 3  | გელაშვილი      | Gelasjvili         | 16 350       |
| 4  | მაისურაძე      | Maisuradze         | 14 824       |
| 5  | გიორგაძე       | Giorgadze          | 12 954       |
| 6  | ლომიძე         | Lomidze            | 11 796       |
| 7  | წიკლაური       | Tsiklauri          | 11 571       |
| 8  | ბოლქვაძე       | Bolkvadze          | 10 916       |
| 9  | კვარაცხელია    | Kvaratschelia      | 10 447       |
| 10 | ნოზაძე         | Nozadze            | 10 183       |